# Rafael Santandreu
Rafael Santandreu is een Spaanse psycholoog en schrijver.

## Biografie
Na zijn universitaire studies in Spanje en Engeland was Santandreu professor aan de universiteit Ramon Llull in Barcelona. In de jaren 2000 werkte hij met de psycholoog Giorgio Nardone in zijn Centrum voor Strategische Therapie in Arezzo. Santandreu geeft les aan dokters en psychologen nam deel aan verschillende televisieprogramma's zoals "Para todos La 29" en "A punto con La 2".